# Antoni Bartoszek
Antoni Bartoszek (ur. 11 stycznia 1968 w Rudzie Śląskiej) – kapłan archidiecezji katowickiej, specjalista teologii moralnej, doktor habilitowany nauk teologicznych, od 2012 dziekan Wydziału Teologicznego Uniwersytetu Śląskiego.

## Wykształcenie i służba kościelna
W latach 1986–1992 odbył studia w Wyższym Śląskim Seminarium Duchownym w Katowicach. W 1995 uzyskał licencjat z teologii w Akademii Teologii Katolickiej w Warszawie. W latach 1995–1999 odbył studia doktoranckie w Katolickim Uniwersytecie Lubelskim. Święcenia kapłańskie przyjął 16 maja 1992. Od 1992 do 1995 był wikariuszem w parafii św. Anny w Katowicach-Janowie, a w latach 1999–2001 wikariuszem w parafii Przemienienia Pańskiego w Katowicach. Od 2001 jest kapelanem w Ośrodku dla Niepełnosprawnych w Rudzie Śląskiej.

## Kariera naukowa
W 1999 na podstawie rozprawy pt. Moralne aspekty opieki paliatywnej w świetle posoborowego nauczania Kościoła (promotor: ks. prof. dr. hab. Janusz Nagórny) uzyskał stopień doktora nauk teologicznych, zaś w 2010 na podstawie dorobku naukowego i rozprawy pt. Seksualność osób niepełnosprawnych. Studium teologicznomoralne otrzymał stopień doktora habilitowanego teologii
Od 2001 jest pracownikiem naukowo-dydaktycznym i adiunktem w Wydziale Teologicznym UŚ; początkowo był zatrudniony w Katedrze Psychologii Religii, Pedagogiki oraz Katolickiej Nauki Społecznej, następnie w Zakładzie Teologii Moralnej i Duchowości; od 2010 r. zajmuje stanowisko kierownika Zakładu Nauk o Rodzinie na tym Wydziale.
W 2012 został wybrany na czteroletnią kadencję dziekanem Wydziału Teologicznego UŚl.

## Zainteresowania naukowe
Jego zainteresowania badawcze koncentrują się na zagadnieniach społecznej teologii moralnej, bioetyce, moralnym wymiarze cierpienia, niepełnosprawności, etyce seksualnej i naukach o rodzinie.

## Wybrane publikacje
- Człowiek w obliczu cierpienia i umierania. Moralne aspekty opieki paliatywnej, Katowice 2000
- Modlitwa – praca – służba chorym. W 20 lat po pobycie Ojca Świętego Jana II w Katowicach (redaktor), Katowice–Piekary Śląskie 2003
- Osoby niepełnosprawne w życiu społeczeństwa i Kościoła (redaktor wspólnie z D. Sitko), Katowice–Ruda Śląska 2003
- Telefon zaufania w służbie człowiekowi i społeczeństwu, Katowice 2003
- W poszukiwaniu sensu cierpienia. Dialog interdyscyplinarny, Katowice 2006
- Seksualność osób niepełnosprawnych. Studium teologicznomoralne, Katowice 2009